# Quechua ayacuchano
El quechua ayacuchano, a veces referido como Ayacucho-Chanca, es una variante del quechua sureño hablado en los departamentos de Ayacucho, Huancavelica y la mitad occidental del departamento de Apurímac, en el Perú, por aproximadamente 1 millón de personas según el Instituto Lingüístico de Verano. Es la variante quechua más semejante fonológica y morfológicamente a la lengua general en el tiempo del virreinato del Perú, heredada por la influencia de la cultura chanca en la misma.[cita requerida]
A diferencia de la variedad cuzqueña, el ayacuchano no presenta consonantes oclusivas glotizadas ni aspiradas. El fonema oclusivo uvular */q/ se pronuncia fricativo [χ] en todas las posiciones. Este dialecto conserva diversas formas antiguas en vocablos como yaku 'agua', allí donde el cuzqueño emplea unu, conserva también las formas de -chik para los plurales inclusivos.

## Fonética
En la pronunciación de rapicha (hojita) la «r» se pronuncia como la «r» de la palabra castellana «paro».